# Jan Karlsson (Fußballspieler)
Jan Karlsson (* 4. Dezember 1940; † 16. April 2019) war ein schwedischer Fußballspieler.

## Verein
Karlsson spielte auf Vereinsebene zunächst 1960 für Jönköpings Södra IF. 1962 bis 1964 stand er dan in Reihen von Djurgårdens IF. Es folgte eine von 1965 bis 1967 währende Zeit bei Ifö/Bromölla IF. Ab 1968 gehörte er wieder Jönköpings Södra IF an. Dort absolvierte er mindestens in den Jahren 1969 und 1970 42 Spiele, in denen er drei Treffer erzielte.

## Nationalmannschaft
Zudem bestritt er 28 Länderspiele für die schwedische Nationalmannschaft und erzielte dabei ein Tor. Er wurde als Stor Grabb mit der Stora Grabbars Märke ausgezeichnet.